# Meiganga
Meiganga è un comune del Camerun, capoluogo del dipartimento di Mbéré nella regione di Adamaoua.